# Lužan Biškupečki
Lužan Biškupečki falu Horvátországban, Varasd megyében. Közigazgatásilag  
Gornji Kneginechez tartozik.

## Fekvése
Varasdtól 10 km-re délre, községközpontjától Gornji Kneginectől 4 km-re délnyugatra a 3-as számú főút fekszik.

## Története
A település 1789-ben bukkan fel a zágrábi püspökség egyházi igazgatási rendjéről szóló oklevelében, mely szerint a gornji knegineci újonnan alapított Szent Mária Magdolna plébánia az újonnan felállított varasdi főesperességhez tartozik. Az írás megemlíti filiáit is, Donji Kneginec, Lužan és Koradovic falvakat és a hozzájuk tartozó szőlőhegyeket mintegy 1118 lélekkel.
A településnek 1857-ben 177, 1910-ben 407 lakosa volt. A falu 1920-ig Varasd vármegye Varasdi járásához tartozott, majd a Szerb-Horvát Királyság része lett. 2001-ben a falunak 123 háza és 429 lakosa volt.

## Nevezetességei
A Szent Kereszt tiszteletére szentelt kápolnája az 1990-es években épült.

## Külső hivatkozások
- A község hivatalos oldala Archiválva 2010. szeptember 18-i dátummal a Wayback Machine-ben